# Odeon (edificio)

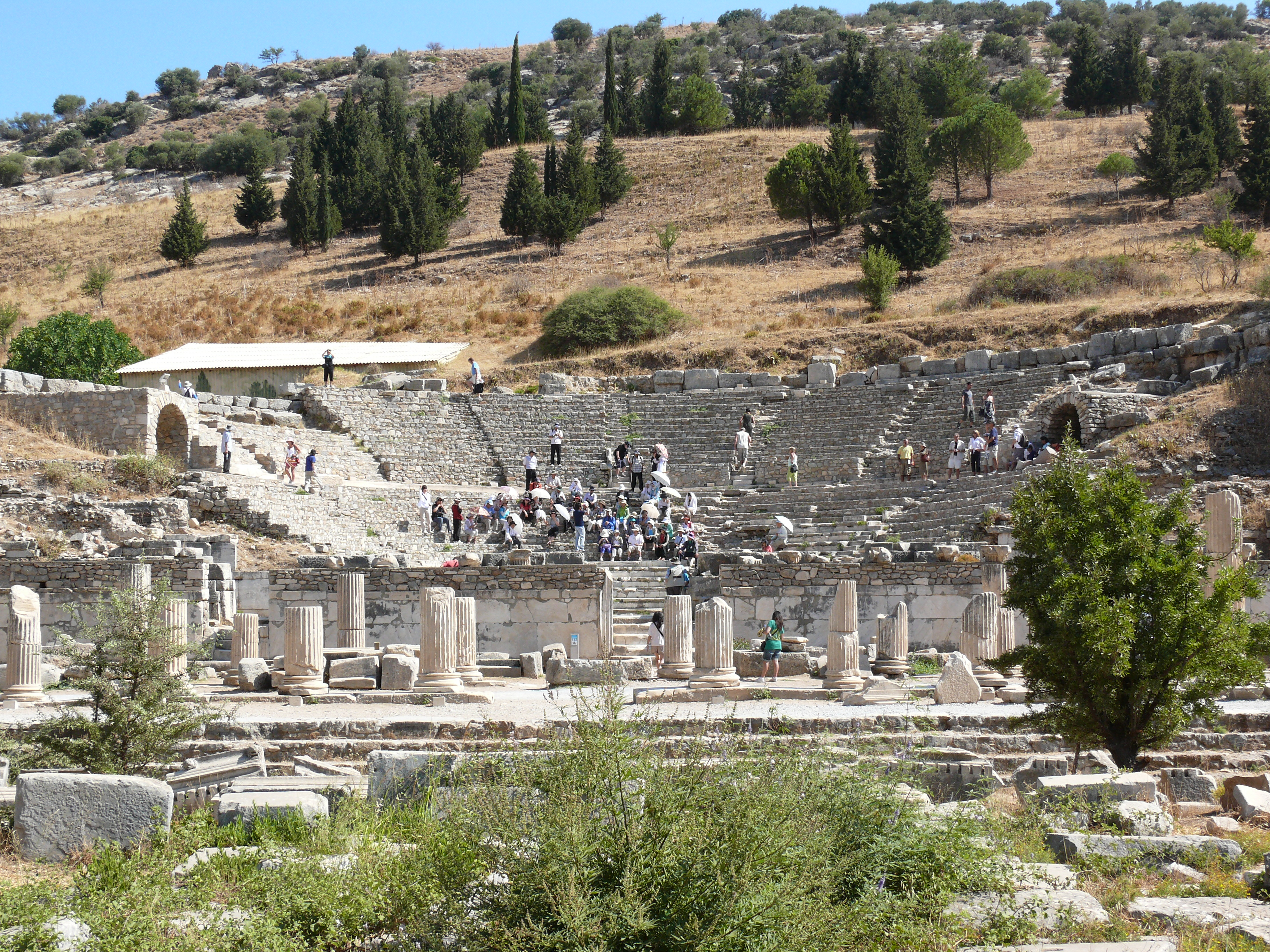
Odéon di Efeso in Turchia

Odéion (dal greco Ωδείον, alla lettera «costruzione destinata a gare musicali»; lemma derivante dal greco «cantare» che ha anche dato origine ai termini ode e aedo), è il nome di diversi edifici coperti della Grecia antica dedicati agli esercizi di canto, alle rappresentazioni musicali, ai concorsi di poesia e di musica. Questi edifici normalmente erano di dimensioni modeste (sebbene l'Odeo di Pericle, il principale della città di Atene, misurasse ben 4000 m²) e poggiati su colline o rialzi. La particolare struttura dava una qualità audio simile a un microfono.